# Seznam italijanskih politikov

## A
- Maria Chiara Acciarini
- Maurizio Acerbo
- Pietro d'Acquarone
- Gennaro Acquaviva
- Alfredo Acton
- Ferdinando Acton
- Guglielmo Acton
- Josip Agneletto
- Arduino Agnelli
- Maria Sole Agnelli
- Susanna Agnelli
- Corrado Aguias
- Vincenzo Aita
- Mario Albano
- Maria Elisabetta Alberti Casellati
- Antonio Albertini
- Gabriele Albertini
- Luigi Albertini
- Gianni Alemanno
- Giuseppe Alessi (1905-2009)
- Angelino Alfano
- Cesare Alfieri di Sostegno
- Dino Alfieri
- Abdon Alinovi
- Paolo Alli
- Giovanni Alliata Di Montereale
- Assunta Almirante
- Giorgio Almirante
- Renato Altissimo
- Emerico Amari
- Giuliano Amato
- Alceste de Ambris
- Amilcare de Ambris
- Luigi des Ambrois de Nevache
- Giorgio Amendola
- Giovanni Amendola
- Francesco Amoruso
- Salvo Andò
- Beniamino Andreatta
- Carlo Andreotti
- Giulio Andreotti
- Mario Andrione
- Filippo Anfuso
- Aldo Aniasi
- Piero Angelini
- Gavino Angius
- Carlo Antoni
- Prospero Francesco Antonini
- Roberto Antonione
- Dario Antoniozzi
- Chiara Appendino
- Laura Arconti
- Pino Arlacchi
- Carlo Armellini
- Paolo Arrigoni
- Anna Ascani
- Walter Audisio
- Antonio Azara
- Carmelo Azzarà

## B
- Guido Baccelli
- Giovanni Bacci
- Giovanni Battista Bachelet
- Vittorio Bachelet
- Piero Badaloni
- Pietro Badoglio
- Angelica Balabanoff (Anželika Isaakovna Balabanova) (rus.-it.) (1869-1965)
- Cesare Balbo
- Italo Balbo
- Laura Balbo Ceccarelli
- Renato Balduzzi
- Vincenzo Balzamo
- Angiolo Bandinelli
- Arialdo Banfi
- Filippo Banfi
- Maurizio Baradello
- Lucio Barani
- Giuliano Barbolini
- Vito Bardi
- Pier Paolo Baretta
- Paolo Barile
- Pier Arrigo Barnaba
- Athos Bartolucci
- Luigi Barzini ml.
- Giuseppe Basini
- Giorgio Bassani
- Franco Bassanini
- Piero Bassetti
- Lelio Basso
- Fiorenza Bassoli
- Antonio Bassolino
- Giuseppe Bastianini
- Mariangela Bastico
- Gabriella Battaini-Dragoni
- Luigi Battistelli
- Cesare Battisti
- Pietro Bastogi
- Riccardo Bauer
- Cesare Beccaria
- Peter Behrens
- Teresa Bellanova
- Katia Bellillo
- Marco Bellocchio
- Vittorio Beltrami
- Roberto Bencivenga
- Alberto Beneduce
- Brando Benifei
- Camillo Benso (grof Cavour)
- Giorgio Benvenuto
- Ugo Bergamo
- Enrico Berlinguer (1922 - 1984)
- Giovanni Berlinguer
- Luigi Berlinguer
- Mario Berlinguer
- Sergio Berlinguer
- Silvio Berlusconi (1936-)
- Marija Bernetič
- Carlo Bernini
- Giuseppe Bersani
- Pier Luigi Bersani
- Agostino Bertani
- Giuseppe Berti
- Fausto Bertinotti
- Ettore Bertolè Viale
- Giovanni Battista Bertone
- Alfredo Berzanti
- Engelbert Besednjak
- Giuseppe Biancheri
- Giovanni Bianchi
- Michele Bianchi
- Enzo Bianco
- Gerardo Bianco
- Michaela Biancofiore
- Sandro Biasotti
- Adriano Biasutti
- Rosy Bindi
- Cesare Bionaz
- Alfredo Biondi
- Mario Birardi
- Gino Birindelli
- Antonio Bisaglia
- Leonida Bissolati
- Nino Bixio
- Tamara Blažina
- Luigi Bobba
- Norberto Bobbio
- Ferdinando Bocconi
- Rossana Boldi
- Laura Boldrini
- Nicola Bombacci
- Pierpaolo Bombardieri
- Giorgio Bombi
- Stefano Bonaccini
- Simona Bonafè
- Alfonso Bonafede
- Adeodato Bonasi
- Vittorino Bondaz
- Sandro Bondi
- Angelo Bonelli
- Sigismondo Bonfiglio
- Giulia Bongiorno
- Angelo Bonelli
- Cesare Bonelli
- Elena Bonetti
- Igor Boni
- Emma Bonino
- Alberto Bonisoli
- Margherita Boniver
- Raffaele Bonanni
- Ivanoe Bonomi
- Amadeo Bordiga
- Mauro Bordon
- Willer Bordon
- Junio Valerio Borghese
- Giampiero Borghini
- Lucia Borgonzoni
- Rita Borsellino
- Emilio Borzino
- Maria Elena Boschi
- Enrico Boselli
- Paolo Boselli
- Umberto Bossi (1941-)
- Vincenzo Botta
- Gianni Bottalico
- Giovanni Bovio
- Aldo Bozzi
- Franco Braga
- Stojan Brajša (Hrvat)
- Michela Vittoria Brambilla
- Antonio Brancaccio
- Vittorio Brancati
- Giorgio Brandolin
- Darko Bratina
- Massimo Bray
- Mercedes Bresso
- Renata Briano
- Benedetto Brin
- Gian Paolo Brizio
- Emilio Broglio
- Manlio Brosio
- Luigi Brugnaro
- Renato Brunetta
- Giovanni Bruzzo
- Filippo Bubbico
- Mauro Bubbico
- Pietro Bucalossi
- Marco Bucci
- Brunetto Bucciarelli-Ducci
- Miloš Budin
- Guido Buffarini Guidi
- Antonio Buonfiglio
- Marco Bussetti
- Rocco Buttiglione

## C
- Antonello Cabras
- Massimo Cacciari
- Francesco Cacciatore
- Francesco Caccese
- Carlo Cadorna
- Luigi Cadorna
- Raffaele Cadorna
- Carlo Cafiero
- Margherita Cagol
- Vincenzo Caianiello
- Benedetto Cairoli
- Angelo Calafati
- Franco Calamandrei
- Piero Calamandrei
- Alessandro Calandrelli
- Roberto Calderoli
- Stefano Caldoro
- Carlo Calenda
- Edoardo Calleri
- Giulio Calvisi
- Luigi Guglielmo Cambray-Digny
- Sergio Chiamparino
- Pietro Campilli
- Susanna Camusso
- Eliana Canavesio
- Annamaria Cancellieri
- Emilio Canevari
- Tancredi Canonico
- Girolamo Cantelli
- Mario Capanna
- Roberto Capelli
- Daniele Capezzone
- Aldo Capitini
- Angelo Capodicasa
- Paolo Cappa
- Mario Capanna
- Marco Cappato
- Livio Caputo
- Filippo Caracciolo
- Giuseppe Caradonna
- Salvatore Cardinale
- Mara Carfagna
- Antonio Cariglia
- Antonio Carini
- Anna Maria Carloni
- Pierre Carniti
- Viola Carofalo
- Giuseppe Caron
- Luigi Carraro
- Marta Cartabia
- Gianroberto Casaleggio, Davide Casaleggio
- Mario Casalinuovo
- Gabrio Casati
- (Maria) Elisabetta (Alberti) Casellati
- Antonio Casertano
- Jean Casimir-Perier
- Pier Ferdinando Casini
- Luciana Castellina
- Giuseppe Castiglione
- Andrea Casu
- Nunzia Catalfo
- Antonio Catricalà
- Francesco Cattanei
- Carlo Cattaneo
- Leone Cattani
- Ugo Cavallero
- Felice Cavallotti
- Luciano Emilio Caveri
- Severino Caveri
- Sergio Cavina
- Sergio Cecotti
- Manlio Cecovini
- Roberto Centaro
- Gian Marco Centinaio
- Daniele Cerbella
- Angelo Cerica
- Giovanni Cervetti
- Lorenzo Cesa
- Federico Chabod
- Paul-Armand Challemel-Lacour
- Sergio Chiamparino
- Gerardo Chiaromonte
- Giuseppe Chiaravalloti
- Giulietto Chiesa
- Mario Chiesa
- Giovanni Chiodi
- Vannino Chiti
- Sergio Chiamparino
- Gianfranco Ciaurro
- Urbano Cioccetti
- Paolo Cirino Pomicino
- Carlo Azeglio Ciampi
- Paolo Ciani
- Costanzo Ciano
- Galeazzo Ciano
- Roberto Cicciomessere
- Antonio Ciccone
- Mario Cingolani
- Luigi Cipriani
- Edmondo Cirielli
- Alberto Cirio
- Augusto Ciufelli
- Giuseppe Civati
- Alessandro Filippo Ferdinando de Claricini
- Alberto Clò
- Giuseppe Cobolli Gigli
- Ivo Coccia
- Giuseppe Codacci Pisanelli
- Giovanni Codronchi
- Sergio Cofferati
- Luigi Alberto Colajanni
- Napoleone Colajanni
- Pompeo Colajanni
- Gaspare Coller
- Ombretta Colli (Comelli)
- Emilio Colombo
- Gherardo Colombo
- Vittorino Colombo
- Eugenio Coloni
- Guido Colonna di Paliano
- Prospero Colonna di Paliano
- Michele Columbu
- Giancarlo Comastri
- Carlo Combi
- Antonio Comelli
- Alberto Consiglio
- Giovanni Conso
- Giuseppe Conte
- Giovanni Conti
- Michele Coppino
- Dionigi Coppo
- Guido Corbellini
- Epicarmo Corbino
- Orso Mario Corbino (fizik)
- Domenico Corcione
- Massimo Cordero di Montezemolo
- Guido Corni
- Giovanni Rinaldo Coronas
- Enrico Corradini
- Annalisa Corrado
- Filippo Corridoni
- Paolo Corsini
- Roberto Cosolini
- Francesco Cossiga
- Armando Cossutta
- Andrea Costa
- Paolo Costa
- Raffaele Costa
- Sergio Costa
- Silvia Costa
- Roberto Cota
- Luigi Covatta
- Alfredo Covelli
- Emilio Covelli
- Andrea Cozzolino
- Bettino Craxi
- Bobo Craxi
- Stefania Craxi
- Luigi Credaro
- Giorgio Cremaschi
- Luigi Cremona (matematik)
- Gianfranco Cremonese
- Ugo Crescenzi
- Luigi Crespellani
- Francesco Crispi
- Nino Cristofori
- Giuseppe Croce
- Rosario Crocetta
- Araldo di Crollalanza
- Guido Crosetto
- Enrico Cruciani Alibrandi
- Giancarlo Cruder
- Alfredo Cucco
- Antonino Cuffaro
- Salvatore "Totò" Cuffaro
- Giovanni Cuomo
- Gianni Cuperlo
- Valentina Cuppi
- Renato Curcio

## D
- Giovanni Battista Dagnino
- Massimo D'Alema
- Gianpiero D'Alia
- Giuseppe D'Angelo
- (Gabriele D'Annunzio)
- Sergio D'Antoni
- Onorato Damen
- Cesare Damiano
- Nicola Danti
- Ludovico D'Aragona
- Roberto Forges Davanzati
- Emilio De Bono
- Gaetano De Castillia
- Vito De Filippo
- Alcide De Gasperi
- Ignazio De Genova
- Federico D'Incà
- Rinaldo Del Bo
- Emilio Del Bono
- Flavio Delbono
- Lorenzo Dellai
- Benedetto Della Vedova
- Umberto Delle Fave
- Marcello Dell'Utri
- Graziano Delrio
- Ottaviano Del Turco
- Stefano De Luca
- Vincenzo De Luca
- Augusto De Marsanich
- Alfredo De Marsico
- Antonio Giagu Demartini - Nino
- Francesco De Martino (1907–2002)
- Paola De Micheli
- Gianni De Michelis
- Ciriaco De Mita
- Enrico De Nicola (1877-1959)
- Antonio De Poli
- Agostino Depretis
- Corrado De Rinaldis Saponaro
- Giuseppe Detomas
- Cesare Maria De Vecchi
- Ilvo Diamanti
- Armando Diaz
- Alessandro Di Battista
- Michela Di Biase
- Oliviero Diliberto
- Luigi Di Maio
- Angelo Raffaele Dinardo
- Lamberto Dini
- Fosco Dinucci
- Giampaolo Di Paola
- Antonio Di Pietro
- Roberto Dipiazza
- Donato Di Santo
- Salvatore Distaso
- Giuseppe Di Vittorio
- Leonardo Domenici
- Massimo Donadi
- Carlo Donat-Cattin
- Ambrogio Donini
- Monica Donini
- Edoardo D'Onofrio
- Marco Doria
- Carlo Dossi
- Giuseppe Dozza
- Mario Draghi
- Cesare Dujany (1920-2019)
- Giacomo Durando
- Luis Durnwalder
- Meinhard Durnwalder
- Francesco D'Uva

## E
- Luigi Einaudi
- Leopoldo Elia
- Michele Emiliano
- Guglielmo Epifani
- Karl Erckert
- Vasco Errani

## F
- Fabio Fabbri
- Luigi Fabbri
- Cipriano Facchinetti
- Luigi Facta
- Luigi Faidutti
- Amintore Fanfani
- Guido Fanti
- Roberto Farinacci
- Domenico Farini
- Luigi Carlo Farini
- Mario Fasino
- Eugenio Fassino
- Piero Fassino
- Claudio Fava
- Ferruccio Fazio
- Pietro Fedele
- Valeria Fedeli
- Maria Federici
- Luigi Federzoni
- Massimiliano Fedriga
- Giangiacomo Feltrinelli
- Marija Ferletič
- Niccolò Ferracciu
- Marco Ferrando
- Francesco Ferrara
- Maurizio Ferrara
- Giacomo Ferrari
- Giuseppe Ferrari
- Virgilio Ferrari
- Alfonso Ferrero La Marmora
- Paolo Ferrero
- Roberto Fico
- Quirico Filopanti (pravo ime Giuseppe Barilli)
- Fabio Filzi
- Gianfranco Fini
- Andrea Finocchiaro Aprile
- Anna Finocchiaro
- Lorenzo Fioramonti
- Giuseppe Fioroni
- Domenico Fisichella
- Raffaele Fitto
- Salvatore Fitto
- Giovanni Maria Flick
- Mario Floris
- Vittorio Foa
- Alberto Folchi
- Marco Follini
- Attilio Fontana
- Lorenzo Fontana
- Sandro Fontana
- Pietro Fontanini
- Roberto Forges Davanzati
- Francesco Forgione
- Arnaldo Forlani
- Marco Formentini
- Rino (Salvatore) Formica
- Roberto Formigoni (1947-)
- Nello Formisano
- Elsa Fornero
- Bruno Fortichiari
- Alessandro Fortis
- Loris Fortuna
- Antonio Fosson
- Riccardo Fraccaro
- Alberto Franceschini
- Dario Franceschini
- Giorgio Franceschini
- Vittoria Franco
- Paola Frassinetti
- Monica Frassoni
- Nicola Fratoianni
- Franco Frattini
- Maurizio Fugatti
- Annamaria Furlan
- Giuseppe Fuschini

## G
- Emilio Gabaglio
- Igor Gabrovec
- Giancarlo Galan
- Carlo Galli
- Nicolò Gallo
- Maria Alessandra Gallone
- Enrico Galluppi
- Agostino Gambino
- Paolo Gandolfi
- Mariapia Garavaglia
- Sergio Garavini
- Giuseppe Garibaldi
- Enrico Gasbarra
- Remo Gaspari
- Leopoldo Gasparini
- Luigi Gasparotto
- Maurizio Gasparri
- Luigi Gatti
- Vincenzo Gatto
- Giuseppe Gaudenzi
- Antonio Gava
- Alessandro Gavazzi
- Licio Gelli
- Mariastella Gelmini
- Egidio Gennari
- Claudio Gentile
- Giovanni Gentile
- Paolo Gentiloni
- Jelka Gerbec
- Valentino Gerratana
- Enrico Gherghetta
- Giorgio Ghezzi
- Enzo Ghigo
- Fiorella Ghilardotti
- Arcangelo Ghisleri
- Andrea Giambruno
- Eugenio Giani
- Guglielmo Giannini
- Emanuele Gianturco
- Gaetano Giardino
- Dino Giarusso
- Riccardo Gigante
- Rodolfo Gigli
- Vincenzo Gioberti
- Pietro Gioja
- Antonio Giolitti
- Giovanni Giolitti
- Francesco Giordano
- Giancarlo Giorgetti
- Carlo Giovanardi
- Alberto Giovannini
- Giuseppe Giovenzana
- Maria Giudice
- Gino Giugni
- Alessandro Giuli
- Francesco Giunta
- Giovanni Giuriati
- Cesare Golfari
- Guido Gonella
- Gaetano Gorgoni
- Giovanni Goria
- Luciano Gottardi
- Giuseppe Govone
- Sandro Gozi
- Antonio Gramsci (1891-1937)
- Renato Granata
- Dino Grandi
- Claudio Grassi
- Giuseppe Grassi
- Pietro Grasso
- Enrico Giuseppe Graziani
- Rodolfo Graziani
- Emilio Grazioli
- Francesco Saverio Grazioli
- Roberto Gremmo
- Antonio Greppi
- Ruggero Grieco
- Filippo Patroni Griffi
- Franco Grillini
- Beppe Grillo
- Giulia Grillo
- Almerigo Grilz
- Bernardino Grimaldi
- Marco Grimaldi
- Giovanni Gronchi
- Antonio Grossich
- Roberto Gualtieri
- Raffaele Guariglia
- Giorgio Guazzaloca
- Lorenzo Guerini
- Alessandra Guerra
- Gianluca Guerra
- Maria Cecilia Guerra
- Luciano Guerzoni
- Luigi Gui
- Francesco Guicciardini
- Federica Guidi
- Guido Buffarini Guidi
- Fausto Gullo
- Giuseppe Guzzetti

## H
- Giovanni (Nino) Host Venturi

## I
- Josefa Idem
- Riccardo Illy
- Renzo Imbeni
- Matteo Imbriani
- Pietro Ingrao (1915-2015)
- Ugo Intini
- Nilde Iotti
- Boris Iskra

## J
- Alberto Jacometti
- Domenico Jervolino

## K
- Bruno Kessler
- Stanislav Klanjšček
- Arno Kompatscher
- Anna Kuliscioff

## L
- Livio Labor
- Antonio Labriola?
- Arturo Labriola
- Massimiliano Lacota?
- Giuseppe La Farina
- Antonio La Forgia
- Francesco Laforgia
- Lelio Lagorio
- Giuseppe La Loggia
- Luciano Lama
- Giorgio La Malfa
- Ugo La Malfa
- Alfonso Ferrero La Marmora
- Luciana Lamorgese
- Aldo Lampredi
- Bruno Landi
- Maurizio Landini
- Mario Landolfi
- Giovanni Lanza
- Pietro Lanza di Scalea
- Linda Lanzillotta
- Nicola Lapenta
- Antonio La Pergola
- Giorgio La Pira
- Antonino La Russa
- Ignazio La Russa
- Vincenzo La Russa
- Achille Lauro (1887-1982)
- Vincenzo Lavarra
- Erik Lavévaz
- Costantino Lazzari
- Giuseppe Lazzati
- Dragomir Legiša
- Francesco Leone
- Giovanni Leone
- Matteo Lepore
- Enrico Letta
- Gianni Letta
- Sara Levi Nathan
- Barbara Lezzi
- Lucio Libertini
- Girolamo Li Causi
- Salvo Lima
- Mario Lizzero
- Pia Locatelli
- Agazio Loiero
- Francesco Lollobrigida
- Riccardo Lombardi
- Laura Lombardo Radice
- Raffaele Lombardo
- Carmelo Lo Monte
- Giorgio Longo
- Luigi Longo
- Pietro Longo
- Beatrice Lorenzin
- Stefano Lo Russo
- Mimmo Lucà
- Tomaso Luciani
- Falcone Lucifero (1898-1997)
- Roberto Lucifero d'Aprigliano
- Roberto Lucifredi
- Giuseppe Lumia
- Maurizio Lupi
- Emilio Lussu
- Vladimir Luxuria
- Mario Luzi
- Luigi Luzzatti

## M
- Luigi Macario
- Emanuele Macaluso
- Antonio Maccanico
- Niccolò Machiavelli (1469-1527)
- Marianna Madia
- Antonio Madonizza (1816-1870)
- Riccardo Magi
- Luigi de Magistris
- Silvius Magnago
- Rinaldo Magnani
- Lucio Magri
- Livio Maitan
- Pierfrancesco Majorino
- Giovanni Malagodi
- (Errico Malatesta)
- Alberto in Mario Malatesta
- Franco Maria Malfatti (1927-91)
- Piero Malvestiti
- Goffredo Mameli
- Terenzio Mamiani della Rovere
- Nicola Mancino
- Giuseppe Manfredi
- Daniele Manin
- Ludovico Manin (1725-1802)
- Calogero Mannino
- Giuseppe Manno
- Alfredo Mantica
- Pierluigi Mantini
- Andrea Manzella
- Enzo Maraio
- Concetto Marchesi
- Giuseppe Marcora
- Adriano Mari
- Livio Mariani
- Giovanni Marinelli
- Franco Marini
- Ignazio Marino
- Guglielmo Marconi
- Giovanni Marongiu
- Roberto Maroni
- Luigi Marattin
- Pierluigi Marquis
- Piero Marrazzo
- Marco Marsilio
- Claudio Martelli
- Maurizio Martina
- Mino (Fermo) Martinazzoli
- Ferdinando Martini (1841-1928)
- Pierluigi Martini
- Antonio Martino
- Edoardo Martino
- Francesco de Martino
- Gaetano Martino
- Raffaele Martino
- Domenico Maselli
- Barbara Masini
- Tullio Masotti
- Cesare Massini
- Umberto Massola
- Clemente Mastella
- Bernardo Mattarella
- Piersanti Mattarella (1935–1980)
- Sergio Mattarella (1941-)
- Teresa Mattei (1921-2013)
- Giacomo Matteotti (1885–1924)
- Alessandro Mattioli Pasqualini
- Gianni Francesco Mattioli
- Carmine Maturo
- Mario Mauro
- Rosi Mauro
- Antonio Maxia
- Mauro Mazza
- Giuseppe Mazzini (1805-1872)
- Serafino Mazzolini
- Daniela Mazzuconi
- Girolamo Mechelli
- Giuseppe Medici
- Giovanna Melandri
- Alessandro Melchiori
- Mario Melis
- Giorgia Meloni
- Luigi Federico Menabrea
- Lidia Menapace - Bruna
- Roberto Menia
- Domenico Mennitti
- Giacinto Menotti Serrati
- André Méric
- Angelina Merlin
- Felice Merlo
- Virginio Merola
- Cesare Merzagora
- Ignazio Messina
- Reinhold Messner
- Luigi Mezzacapo
- Gianfranco Micciché
- Enrico Luigi Micheli
- Arturo Michelini
- Gian Giacomo Migone
- Enzo Moavero Milanesi
- Marco Minghetti
- Silvano Miniati
- Marco Minniti
- Riccardo Misasi
- Antonio Misiani
- Federica Mogherini
- Riccardo Molinari
- Pompeo Gherardo Molmenti
- Franco Monaco
- Ernesto Teodoro Moneta
- Mario Montagnana
- Rita Montagnana Togliatti
- Sebastiano Montali
- Mattia Montecchi
- Mario Monti
- Rodolfo Morandi
- Enrico Morando
- Letizia Moratti
- Luigi Morelli
- Raffaello Morelli
- Raffaele Morese
- Mario Moretti
- Massimo Moretuzzo
- Oddino Morgari
- Luisa Morgantini
- Cesare Mori
- Giancarlo Mori
- Tommaso Morlino
- Aldo Moro (1916-1978)
- Nicola Morra
- Alessia Mosca
- Gaetano Mosca
- Vincenzo Moscatelli
- Antonio Mosconi
- Antonino Murmura
- Rossella Muroni
- Romolo Murri
- Maurizio Musolino
- Roberto Musacchio
- Fabio Mussi
- Alessandra Mussolini
- Arnaldo Mussolini
- Benito Mussolini (1883-1945)
- Nello Musumeci
- Ettore Muti
- Carlo Emanuele Muzzarelli

## N
- Tommaso Nannicini
- Pasqualina Napoletano
- Giorgio Napolitano
- Ernesto Nathan (1848-1921)
- Aldo Natoli
- Alessandro Natta
- Giovanni Negri
- Riccardo Nencini
- Pietro Nenni (1891-1980)
- Franco Nicolazzi
- Carlo Felice Nicolis (conte di Robilant)
- Rosario Nicolosi
- Giovanni Nicotera
- Costantino Nigra
- Francesco Saverio Nitti (1868-1953)
- Carlo Nordio
- Diego Novelli

## O
- (Wilhelm Oberdank /Guglielmo Oberdan)
- Achille Occhetto
- Roberto Occhiuto
- Tullio Odorizzi
- Vittorio Olcese
- Teresio Olivelli
- Mario Oliverio
- Andrea Olivero
- Matteo Orfini
- Andrea Orlando
- Leoluca Orlando
- Vittorio Emanuele Orlando
- Bruno Orsini
- Felice Orsini
- Arturo Osio
- Adriano Ossicini

## P
- Randolfo Pacciardi
- Biagio Pace
- Elena Ornella Paciotti
- Pier Carlo Padoan
- Tommaso Padoa-Schioppa
- Donato Pafundi
- Maurizio Pagani
- Francesco Mario Pagano
- Nazario Pagano
- Gabriele Pagliuzzi
- Livio Paladin
- Luigi Pajer de Monriva
- Giancarlo Pajetta
- Livio Paladin
- Manuela Palermi
- Roberto Palleschi
- Giorgio Pallavicino Trivulzio
- Federico Palomba
- Gabriele Panizzi
- Marco Pannella
- Mario Pannunzio
- Giorgio Panto
- Pier Antonio Panzeri
- Giuseppe Paratore
- Tiziana Parenti
- Carlo Pareschi
- Lorenzo Pareto
- Arturo Parisi
- Paolo Parovel
- Ferruccio Parri
- Dario Parrini
- Giorgio Pasetto
- Giuseppe Pasolini
- Corrado Passera
- Ottavio Pastore
- Antonino Paternò Castello
- Filippo Patroni Griffi
- Stefano Patuanelli
- Mario Pavan
- Alessandro Pavolini
- Alfonso Pecoraro Scanio
- Guglielmo Pecori Giraldi
- Giuseppe Pella
- Giovanni Pellegrino
- Serena Pellegrino
- Luigi Pelloux
- Vinicio Peluffo
- Marcello Pera
- Alessandro Perelli
- Giuseppe Pericu
- Sandro Pertini (1896-1990)
- Just Pertot
- Ubaldino Peruzzi
- Enrico Pessina
- Vito Rosario Petrocelli
- Claudio Petruccioli
- Stefania Pezzopane
- Alessandro Piana
- Matteo Piantedos
- Leopoldo Piccardi
- Andrea Picchielli
- Flaminio Piccoli
- Attilio Piccioni
- Elisabetta Piccolotti
- Francesco Pigliaru
- Mauro Pili
- Paolo Pilliteri
- Walter Piludu
- Dionigi Pinelli
- Luigi Pintor
- Franco Piro
- Carlo Pisacane
- Marko Pisani
- Paola Pisano
- Giuseppe Pisanu
- Giuliano Pisapia
- Pino Pisicchio
- Gianni Pittella
- Marcello Pittella
- Valentino Pittoni
- Irene Pivetti
- Antonio Pizzinato
- Alfredo Pizzoni ("Longhi")
- (Giuseppe Podgornik)=Karel Podgornik
- Salvo Pogliese
- Luigi Polano
- Barbara Pollastrini
- Giuliano Poletti
- Gaetano Polverelli
- Renata Polverini
- Paolo Cirino Pomicino
- Silvio Pons?
- Giacomo Portas
- Giovanni Porzio
- Stefania Prestigiacomo
- Luigi Preti
- Cesare Previti
- Cesare Procaccini
- Romano Prodi (1939-)
- Francesco Profumo
- Carlo Proietti
- Giuseppe Provenzano

## Q
- Gaetano Quagliariello

## R
- Fausto Raciti
- Virginia Raggi
- Carlo Ludovico Ragghinati
- Francesco Rais
- Fabio Rampelli
- Roberto Rampi
- Luigi Ramponi
- Urbano Rattazzi
- Isabella Rauti
- Pino Rauti
- Camilla Ravera (1889–1988)
- Luigi Razza
- Eugenio Reale
- Oronzo Reale
- Margherita Rebuffoni
- Ivan Regent
- Matteo Renzi
- Franco Restivo
- Paolo Reti
- Franco Reviglio
- Genova Giovanni Thaon di Revel
- Ezio Riboldi
- Bettino Ricasoli
- Andrea Riccardi
- Riccardo Riccardi
- Carlo Ricci
- Matteo Ricci (1974)
- Franco Richetti
- Matteo Richetti
- Cesare Ricotti-Magnani
- Mario Rigo
- Rinaldo Rigola
- Dario Rinaldi
- Rosa Rinaldi
- Carlo Ripa di Meana
- Gianni Rivera
- Marco Rizzo
- Paolo Robotti
- Francesco Rocca
- Alfredo Rocco
- Guido Rocco
- Franco Rodano
- Stefano Rodotà
- Virginio Rognoni
- Tatjana Rojc
- Augusto Rollandin
- Luca Romagnoli
- Lucio Romano
- Giuseppe Romita
- Pier Luigi Romita
- Pino Romualdi
- Edo Ronchi
- Licia Ronzulli
- Domenico Rosati
- Ettore Rosato
- Francesco Rospigliosi Pallavicini
- Rossana Rossanda
- Carlo Rosselli (in brat Nello Rosselli)
- Cristina Rossello
- Raffaele Rossetti
- Cesare Rossi (politik)
- Dante Rossi
- Enrico Rossi
- Ernesto Rossi
- Maria Maddalena Rossi
- Massimo Rossi (politik)
- Paolo Rossi (politik)
- Pellegrino Rossi
- Ugo Rossi
- Roberto Rossini
- Edmondo Rossoni
- Mauro Rostagno
- Gianfranco Rotondi
- Giovanni Roveda
- Attilio Ruffini
- Giorgio Ruffolo
- Renato Ruggiero
- Meuccio Ruini
- Mariano Rumor
- Emanuele Ruspoli
- Carlo Russo
- Francesco Russo
- Rosa Russo Iervolino
- Giovanni Russo Spena
- Raffaello Russo Spena
- Francesco Rutelli

## S
- Ettore Sacchi
- Fabrizio Saccomanni
- Guido Sacconi
- Maurizio Sacconi
- Aurelio Saffi (Marco Aurelio Saffi)
- Stefano Saglia
- Giuseppe (Beppe) Sala
- Antonio Salandra
- Cataldo Salerno
- Aurelio Saliceti
- Simonetta Saliera
- Angelo Salizzoni
- Rocco Salomone
- Bruno Salvadori
- Cesare Salvarezza
- Gaetano Salvemini
- Cesare Salvi
- Giorgio Salvini
- Matteo Salvini
- Gennaro Sangiuliano
- Dino Sanlorenzo
- Nicola Sansanelli
- Daniela Santanchè
- Giulio Santagata
- Jole Santelli
- Felice Santini
- Rinaldo Santini
- Mattia Santori - "Sardine"
- Giorgio Santuz
- Giuseppe Sapienza
- Corrado Saponaro
- Giuseppe Saracco
- Giuseppe Saragat (1898-1988)
- Luciano Sardelli
- Ferruccio Saro
- Adolfo Sarti
- David Sassoli
- Nazario Sauro
- Paolo Savona
- Luciana Sbarbati
- Claudio Scajola
- Eugenio Scalfari
- Oscar Luigi Scalfaro
- Ivan Scalfarotto
- Vito Scalia
- Mario Scelba
- Carlo Schanzer
- Leonardo Sciascia
- Renato Schifani
- Orazio Schillaci
- Elly Schlein
- Federigo Sclopis di Salerano
- Mauro Scoccimarro
- Carlo Scorza
- Vincenzo Scotti
- Carlo Scognamiglio Pasini
- Giuseppe Scopelliti
- Vincenzo Scotti
- Pietro Secchia
- Antonio Segni
- Mario(tto) Segni
- Liliana Segre
- Gian Mario Selis
- Quintino Sella
- Gustavo Selva
- Giovanni Selvaggi
- Vincenzo Selvaggi
- Fabio Semenza
- Anna Maria Serafini
- Adelchi Serena
- Marina Sereni
- Debora Serracchiani
- Efisio Serrenti
- Rino Serri
- Franco Servello
- Ruggero Settimo
- Paola Severino
- Carlo Sforza
- Vittorio Sgarbi
- Claudio Signorile
- Ignazio Silone
- Girolamo Sirchia
- Pietro Soddu
- Albertina Soliani
- Christian Solinas
- Arrigo Solmi
- Giorgio Sonnino
- Sidney Sonnino
- Antonello Soro
- Giovanni Spadolini
- Salvator Angelo Spano
- Giuseppe Spataro
- Luigi Spaventa
- Nicoletta Spelgatti
- Roberto Speranza
- Francesco Speroni
- Stojan Spetič
- Altiero Spinelli
- Barbara Spinelli
- Valdo Spini
- Jože Srebrnič
- Giulio Staffieri
- Ilona Staller
- Lucio Stanca
- Antonio Starabba (marchese di Rudinì)
- Achille Starace
- Erika Stefani
- Francesco Storace
- Bruno Storti
- Luigi Sturzo
- Giacomo Suardo
- Fiorentino Sullo

## Š
- Virgil Šček
- Karel Šiškovič
- Albin Škerk

## T
- Bruno Tabacci
- Antonio Tajani (1953-)
- Diego Tajani
- Fernando Tambroni
- Mario Tanassi
- Angelo Tasca
- Giuseppe Tassinari
- Giuseppe Tatarella
- Antonio Tatò
- Paolo Emilio Taviani
- Sebastiano Tecchio
- Francesco Tedesco
- Giglia Tedesco Gigliola-"Giglia"
- Umberto Terracini
- Cesare Terranova
- Giulio Terzi di Sant'Agata
- Renzo Testolin
- Paolo Thaon di Revel
- Carlo Tiengo
- Adriano Tilgher
- (Ruggero Timeus)
- Irene Tinagli
- Tommaso Tittoni
- Alessandra Todde
- Palmiro Togliatti (1893-1964)
- Giuseppe Togni
- Carlo Tognoli
- Patrizia Toia
- Giusto Tolloy (Mario Tarchi)
- Angelo Tomelleri
- Pietro Tomasi della Torretta
- (Niccolò Tommaseo)
- Muzio Tommasini
- Umberto Tommasini
- Renzo Tondo
- Danilo Toninelli
- Enzo Tortora
- Aldo Tortorella
- Paolo Tosato
- Giovanni Toti
- Renzo Travanut
- Mirko (Pierantonio) Tremaglia
- Giulio Tremonti
- Elisabetta Trenta
- Bruno Trentin
- Tiziano Treu
- Claudio Treves
- Giovanni Tria
- Francesco Paolo Tronca
- Mario Tronti
- Umberto Tupini
- Augusto Turati
- Filippo Turati (1857-1932)
- Lanfranco Turci
- Livia Turco
- Maurizio Turco
- Vinicio Turello

## U
- Umberto I. Savojski
- Umberto II. Savojski
- Giuliano Urbani
- Adolfo Urso

## V
- Giuseppe Vacca
- Giuseppe Valditara
- Mario Valducci
- Gaetano Valenti
- Maurizio Valenzi
- Leo Valiani (1909-1999)
- Athos Valsecchi
- Pacifico Valussi
- Ezio Vanoni
- Giuliano Vassalli
- Gianni Vattimo
- Tullio Vecchietti
- Giuseppe Vegas
- Saverio Francesco Vegezzi
- Walter Veltroni
- Nichi Vendola
- Pietro Venturi
- Denis Verdini
- Gianni Vernetti
- Umberto Veronesi
- Vincenzo Verrastro
- Vittorio Vidali
- Aldo Vidussoni
- Dino Viérin
- Laurent Viérin
- Italo Viglianesi
- Aldo Viglione
- Ezio Vigorelli
- Viktor Emanuel III. Savojski
- Josip Vilfan
- Tommaso Villa
- Bruno Villabruna
- Riccardo Villari
- Marta Vincenzi
- Luciano Violante
- Daniele Viotti
- Vincenzo Visco
- Bruno Visentini
- Walter Vitali
- Elio Vito
- António Vitorino
- Carlo Vizzini
- Demetrio Volcic (Mitja Volčič)
- Raffaele Volpi
- Paolo Volponi
- Giuseppe Vota

## Z
- Benigno Zaccagnini
- Roberto Zaccaria
- Luca Zaia
- Sandra Zampa
- Alessandro Zan
- Giuseppe Zanardelli
- Riccardo Zanella
- Renato Zangheri
- Mauro Zani
- Piero Mauro Zanin
- Flavio Zanonato
- Umberto Zanotti Bianco
- Sergio Zavoli
- Ennio Zelioli-Lanzini
- Rodolfo Ziberna
- Barbara Zilli
- Nicola Zingaretti
- Adone Zoli
- Giuseppe Zurlo